# 쿠와코 마호
쿠와코 마호(일본어: 桑子 真帆 くわこ まほ[*], 1987년 5월 30일 ~ )는 일본의 언론인으로 NHK의 여성 아나운서이다. 애칭은 "쿠와코 언니"이다.

## 생애
1987년 5월 30일 일본 가나가와현 가와사키시에서 태어나 카모메 학원 여자 고등학교를 졸업하고 도쿄 외국어대학에서 러시아 및 동유럽 과정(체코어 과정)을 졸업했다. 그녀는 대학 시절에 서클 활동으로 브라질밴드에서 타악기와 색소폰을 담당했었다. 또한 그녀는 기차 여행을 취미로 하고 있고 대학시절에 NHK에서 아르바이트를 했었다. 그리고 그녀는 왼손잡이이기도 하다.

## 입사
그녀는 도쿄 외국어 대학교를 졸업하고 2010년에 NHK에 입사했다. 입사하고 처음에 NHK 나가노 방송국에서 3년간 활동하다가 이후에 NHK 히로시마 방송국에서 옮겨서 2년 있다가 2015년 3월에 NHK 방송 센터로 옮겨 활동하고 있다.
그녀는 2017년 4월 3일부터 2020년 3월 27일까지 무려 3년 동안 뉴스 워치 9를 진행하다가 2020년 3월 30일 개편에 따라 NHK 뉴스 오하요 일본에 오전 6시로 옮겨 다카세 코조 아나운서와 함께 진행했었다. 2022년 4월 4일 개편에 따라 클로즈업 현대플러스 진행을 맡게 됐다.

## 같이 보기
- 타모리
- 오미 유리에
- 다카세 코조